# Thomas Binder (Produzent)
Thomas Binder (* 2. Mai 1984 in Gmunden) ist ein österreichischer Film- und Musikproduzent und Kameramann.

## Leben
Nach einigen „No Budget Musik“-Produktionen und einigen gescheiterten Filmprojekten ab 1998 war sein erster Filmauftritt 2005 in Raoul Schaupps „Last Memory“. Im Jahre 2007 drehte er weitere Kurzfilme. Die zweite offizielle Veröffentlichung „Suicide Desire“ verkaufte sich in einer Auflage von 333 Stück innerhalb von nur 5 Wochen. Noch im selben Jahr drehte er mit der Maskenbildnerin Claudia Rindler den Kurzfilm „Hirn“, in dem unter anderem Mark Benecke eine Gastrolle hatte. „Hirn“ wurde 2007 am Fright Night’s Horrorfilmfestival mit der Silbernen Hand zum besten Amateurfilm des Jahres ausgezeichnet.
Ein Jahr später wurde eine neue, etwas straffere Schnittfassung des Baby Butchers unter den Namen „Der nette Mann“ beim Fright Nights Horrorfilm Festival in Wien eingereicht, worauf es bereits kurze Zeit nach Ankündigung des Films einen richterlichen Beschluss gab, dass dieser nicht gezeigt werden darf.
Im Jahre 2009 sollte ein Neubeginn her und so wurde aus NACA7 Filmproduktion Black Lava Entertainment. Binder und sein Freund und Helfer Andreas Wimmer taten sich zusammen, um neue anspruchsvolle Filme jenseits des Mainstream zu schaffen. Nach nur wenigen Drehtagen und einem minimalistischen Budget von unter 100 Euro realisierten sie den Kurzfilm „Mr. Self Destruct“, der 2009 den Publikumspreis am Fright Night’s Horrorfilmfestival bekam und in 2 Auflagen zu 111 Stück und 500 Stück veröffentlicht wurde. Seither konnte sich Binder auch außerhalb von Black Lava Entertainment in der internationalen Independentfilm-Szene durch Zusammenarbeiten mit Regisseuren wie Olaf Ittenbach oder Martin Faltermeier einen Namen machen.
„Black Lava’s Trash Container“ wurde am 1. Juli 2010 in einer Auflage von 1.000 Stück veröffentlicht und war international im Handel erhältlich, die DVD ist bereits out of print. Neben den vergangenen Veröffentlichungen von Brandl Pictures über Binder’s Label Blacklava kam im Mai 2013 nun auch der amerikanische Film "Fetus" von Brian Paulin in einer exklusiven Kleinauflage und später auch in Großaufnahme auf den Markt. Fetus gilt als einer der Meilensteine in der Geschichte des Labels und ebnete Binder ganz neue Möglichkeiten. Im gleichen Jahr wurde einer der umstrittensten Filme des deutschen Untergrunds fertiggestellt, Necrophile Passion. Binder arbeitete hier unter dem Pseudonym „Tom Heidenberg“. Aufgrund der Probleme der Vergangenheit und seines damaligen Jobs bei einem österreichischen Fernsehsender wollte er anonym arbeiten. Necrophile Passion erfreute sich großer Beliebtheit auf dem internationalen Markt und wurde in den USA und Kanada von Unearthed Films sowohl auf DVD als auch digital vertrieben. Der internationale Durchbruch des Labels war geschafft und man konnte sich über viele Zusammenarbeiten mit großen Künstlern der Szene freuen. Zu den absoluten Highlights gehört unter anderem die Veröffentlichung von Thanatomorphose von Eric Falardeau, welcher über 20 internationale Preise errungen hat.
2014 unterschrieb Lucifer Valentine bei Blacklava. Valentine zählt zu den mysteriösesten und am meisten gehypten Filmemachern der internationalen Independent-Szene. Er ist für die Vomit-Gore-Filme sowie für Black Metal Veins und die Angela Chapters verantwortlich.
Seit 2015 arbeitet Binder zusammen mit dem bayerischen Filmemacher Jonas Sommer an einem Kurzfilm namens Antithese, welcher 2017 seine Premiere auf DVD feiern wird.
2016 gründete er das Merchandise-Label BHM Mailorder, welches Merchandise und Fanartikel aus dem Film- und Musikbereich vertreibt. Eine der ersten eigenen Veröffentlichungen war hier ein auf 100 Stk. limitiertes T-Shirt zum Film The Human Centipede von Tom Six.

## Filmografie

### Darsteller
- 2005: Zimmer 5: als Sanitäter
- 2005: Last Memory (Regie: Raoul Schaupp) – als Petrus
- 2007: Bestie Mensch – als Übermenschliches Wesen
- 2007: Slaughtering Tribe – als Mann
- 2007: Dirty Soul – als Teufel
- 2008: Menschenfleisch – als Mann
- 2009: Morbid Visions – als Mann
- 2009: Mr. Self – Destruct – als Arbeitsloser
- 2009: Legend of Hell (Regie: Olaf Ittenbach) – S.W.A.T. Officer
- 2010: No Reason (Regie: Olaf Ittenbach) – als Club Besucher, Höllenkreatur, Zombie
- 2010: Savage Love (Regie: Olaf Ittenbach) – als Dämon
- 2010: Zombie’s from Outer Space (Regie: Martin Faltermaier) – Als Alien Zombie
- 2010: Castle of horror (Regie: Günther Brandl) – als Mittelalterlicher Feldarbeiter
- 2010: Deep in my mind (Regie: Günther Brandl) – als Insasse einer Irrenanstalt
- 2010: Hot Dreams (Regie: Günther Brandl) – als Lederhosen Seppl
- 2011: Matzeder (Regie: Günther Brandl) – als Bauer

### Regie
- 2005: Zimmer 5
- 2007: Hirn (Bester Amateurfilm 2007)
- 2007: Bestie Mensch
- 2007: Slaughtering Tribe
- 2007: Suicide Desire
- 2008: Raubritter
- 2008: Menschenfleisch
- 2009: Morbid Visions
- 2009: Mr. Self – Destruct (Publikumspreis 2009, Fright Nights Horrorfilmfestival)

### Kamera
- 2002: Morbid Breed – Live & Loud
- 2003: Immortal Death – Live, Alter Schl8hof
- 2005: Zimmer 5
- 2005: Samhain – Der Schwarze Freitag
- 2005: Ewig Frost – Live, Metal Overdose
- 2005: Necrophiliac – Music DVD Sampler
- 2005: Legions Descend – Trümmernacht 3
- 2006: Screams of Wrath – Music DVD Sampler
- 2007: Hirn (Bester Amateurfilm 2007)
- 2007: Dirty Soul
- 2007: Trisodium Festival – Music DVD Sampler
- 2007: Bestie Mensch
- 2007: Slaughtering Tribe
- 2007: Suicide Desire
- 2008: Raubritter
- 2008: Sanmera – Live
- 2008: Pekari – Live
- 2008: Trisodium Festival – Music DVD Sampler
- 2008: Make Me Bad Festival
- 2008: Menschenfleisch
- 2009: Morbid Visions
- 2009: Mr. Self – Destruct (Publikumspreis 2009, Fright Nights Horrorfilmfestival)
- 2009: Necropussy’s B-Day
- 2010: Making of – Olaf Ittenbach’s No Reason
- 2010: Walpurgis Metal Days – Angmar Live
- 2010: Capsized Heros Live @ Kultur WE vdf
- 2010: Not Johnny Cash Live @ Kultur WE vdf
- 2010: Grave Desecrator – Live Stage Innsbruck
- 2010: Solstafir – Live in Vienna
- 2011: Slartibartfass – Live Walpurgis Metal Days
- 2018: Triptychon of Fear

### Spezialeffekte
- 2005: Zimmer 5
- 2007: Bestie Mensch
- 2007: Slaughtering Tribe
- 2007: Suicide Desire
- 2008: Raubritter
- 2008: Menschenfleisch
- 2009: Morbid Visions
- 2009: Mr. Self – Destruct

### Schnitt
- 2002: Morbid Breed – Live & Loud
- 2003: Immortal Death – Live, Alter Schl8hof
- 2005: Zimmer 5
- 2005: Samhain – Der Schwarze Freitag
- 2005: Ewig Frost – Live, Metal Overdose
- 2005: Necrophiliac – Music DVD Sampler
- 2005: Legions Descend – Trümmernacht 3
- 2006: Screams of Wrath – Music DVD Sampler
- 2007: Dirty Soul
- 2007: Hirn (Bester Amateurfilm 2007)
- 2007: Trisodium Festival – Music DVD Sampler
- 2007: Bestie Mensch
- 2007: Slaughtering Tribe
- 2007: Suicide Desire
- 2007: Genital Terror (Regie: Christian Nowak)
- 2008: Raubritter
- 2008: Pekari – Live
- 2008: Trisodium Festival – Music DVD Sampler
- 2008: Menschenfleisch
- 2009: Morbid Visions
- 2009: Mr. Self – Destruct (Publikumspreis 2009, Fright Nights Horrorfilmfestival)
- 2009: Necropussy’s B-Day
- 2010: Walpurgis Metal Days – Angmar Live
- 2010: Capsized Heros Live @ Kultur WE vdf
- 2010: Not Johnny Cash Live @ Kultur WE vdf
- 2010: Grave Desecrator – Live Stage Innsbruck
- 2010: Solstafir – Live in Vienna
- 2011: Slartibartfass – Live Walpurgis Metal Days

### Produktion
- 2001: Brainathropy & Psycho – Demos 2001
- 2002: Morbid Breed – Live & Loud
- 2003: Immortal Death – Live, Alter Schl8hof
- 2005: Zimmer 5
- 2005: Samhain – Der Schwarze Freitag
- 2005: Ewig Frost – Live, Metal Overdose
- 2005: Necrophiliac – Music DVD Sampler
- 2005: Legions Descend – Trümmernacht 3
- 2006: Screams of Wrath – Music DVD Sampler
- 2007: Dirty Soul
- 2007: Trisodium Festival – Music DVD Sampler
- 2007: Bestie Mensch
- 2007: Slaughtering Tribe
- 2007: Suicide Desire
- 2008: Raubritter
- 2008: Pekari – Live
- 2008: Trisodium Festival – Music DVD Sampler
- 2008: Menschenfleisch
- 2009: Morbid Visions
- 2009: Mr. Self – Destruct (Publikumspreis 2009, Fright Nights Horrorfilmfestival)
- 2009: Necropussy’s B-Day
- 2010: Black Lava’s Trash Container
- 2011: Castle of Horror
- 2011: Deep in my Mind